# Orville (Orne)
Orville è stato un comune francese di 106 abitanti situato nel dipartimento dell'Orne nella regione della Normandia. Il 1º gennaio 2016  si è fuso con Le Sap per formare il nuovo comune di Sap-en-Auge di cui è divenuto comune delegato.

## Società

### Evoluzione demografica
Abitanti censiti